# Maite Ruiz de Austri
Maite Ruiz de Austri (Madrid, 1959) és una escriptora, guionista i directora de cinema i televisió espanyola, especialitzada en programes per a nens i joves. Fins al moment ha dirigit cinc pel·lícules i una sèrie per a televisió. Pertany a CIMA, (Associació de Dones Cineastes) i és membre de l'Acadèmia de Ciències i Arts Cinematogràfiques d'Espanya.
Entre els nombrosos i importants premis que ha rebut en la seva dilatada carrera destaquen: dos Premis Goya a la millor pel·lícula d'animació per La llegenda del vent del Nord (1995) i per ¡Qué vecinos tan animales! (1999), dues medalles d'Or a The Houston International Film Festival i medalla de plata i medalla de bronze a The New York TV Festival. El 2017 va visitar Barcelona per participar en el II Fòrum d'animació: Dones i animació, la indústria des dels marges.

## Filmografia
- 1992 - La llegenda del vent del Nord
- 1995 - El regreso del viento del Norte
- 1998 - ¡Que vecinos tan animales!
- 2001 - La leyenda del unicornio
- 2008 - Animal Channel
- 2010 - El tesoro del rey Midas
- 2013 - El extraordinario viaje de Lucius Dumb